# Bischoffena bischoffensis
Bischoffena bischoffensis är en snäckart som först beskrevs av Petterd 1879.  Bischoffena bischoffensis ingår i släktet Bischoffena och familjen Charopidae. IUCN kategoriserar arten globalt som otillräckligt studerad. Inga underarter finns listade i Catalogue of Life.